# Satz von Bolyai-Gerwien

Das Quadrat lässt sich in 7 Dreiecke zerlegen, die anders zusammengesetzt ein gleichseitiges Dreieck ergeben. (Die einfarbigen Vierecke lassen sich jeweils in 2 Dreiecke zerlegen)

Der Satz von Bolyai-Gerwien ist ein Satz aus der Geometrie. Er besagt, dass alle ebenen Polygone gleichen Flächeninhalts zerlegungsgleich sind, also in endlich viele kongruente Dreiecke zerlegt werden können.

## Geschichte
Der ungarische Mathematiker Wolfgang Bolyai und Paul Gerwien (damals Leutnant in einem preußischen Infanterieregiment) bewiesen den Satz im Jahr 1833. Wolfgang Bolyai veröffentlichte seine Untersuchungen 1832/33 und bemühte sich auch den Fall beliebig krummlinig begrenzter Flächen aufzunehmen. Der schottische Mathematiker William Wallace soll die Lösung früher gefunden haben (1807), weswegen der Satz auch als Satz von Wallace-Bolyai-Gerwien bekannt ist.

## Verallgemeinerungen
Die analoge Aussage für drei- und höherdimensionale Polyeder trifft nicht zu (Drittes Hilbertsches Problem). Polyeder gleichen Volumens mit unterschiedlichen Dehn-Invarianten lassen sich nicht in kongruente Simplizes zerlegen.

## Sonstiges
Ende des 19. Jahrhunderts waren Zerlegungen von Polygonen in flächengleiche andere Polygone ein häufiges Thema populärer Rätsel.